# فایوهد
فایوهد (به انگلیسی: Fivehead) یک روستا و محله مدنی در بریتانیا است که در سامرست جنوبی واقع شده‌است. فایوهد ۶۰۹ نفر جمعیت دارد.